# Bataille de Gajiram (2018)
Pour les articles homonymes, voir Bataille de Gajiram.
Insurrection de Boko Haram
Batailles
La bataille de Gajiram a lieu le 18 juin 2018 pendant l'insurrection de Boko Haram.

## Prélude
Le 22 février 2018, un poste militaire à Gajiram est la cible d'une première attaque : sept soldats nigérians et trois djihadistes meurent dans l'affrontement.

## Déroulement
Le 18 juin, les djihadistes de l'État islamique en Afrique de l'Ouest attaquent la base militaire de Gajiram, une ville au nord de Maiduguri. Les djihadistes débutent le combat à 17h40 avec onze véhicules. Selon la police nigériane, l'assaut est repoussé,.

## Les pertes
La police nigériane affirme ne déplorer aucune perte,, cependant des sources militaires de l'AFP rapportent la mort d'au moins neuf militaires et indiquent que deux autres ont été blessés. En septembre, l'agence Reuters revoit encore le bilan à la hausse en affirmant que 45 soldats ont été tués à Garijam.